# Naves (Nord)
Naves ist eine französische Gemeinde im Département Nord in der Region Hauts-de-France. Sie gehört zum Kanton Caudry im Arrondissement Cambrai. Die Bewohner nennen sich Navois.

## Lage
Die Gemeinde Naves liegt an einer Chaussée Brunehaut, sechs Kilometer nordöstlich von Cambrai. Sie grenzt im Nordosten an Iwuy, im Osten an Rieux-en-Cambrésis, im Süden an Cagnoncles, im Südwesten an Escaudœuvres und im Nordwesten an Thun-Saint-Martin. Im Norden tangiert der Fluss Erclin das Gemeindegebiet von Naves.

## Bevölkerungsentwicklung
| Jahr                       | 1962 | 1968 | 1975 | 1982 | 1990 | 1999 | 2010 | 2020 |
| Einwohner                  | 626  | 657  | 605  | 607  | 639  | 627  | 605  | 627  |
| Quellen: Cassini und INSEE |      |      |      |      |      |      |      |      |

## Sehenswürdigkeiten

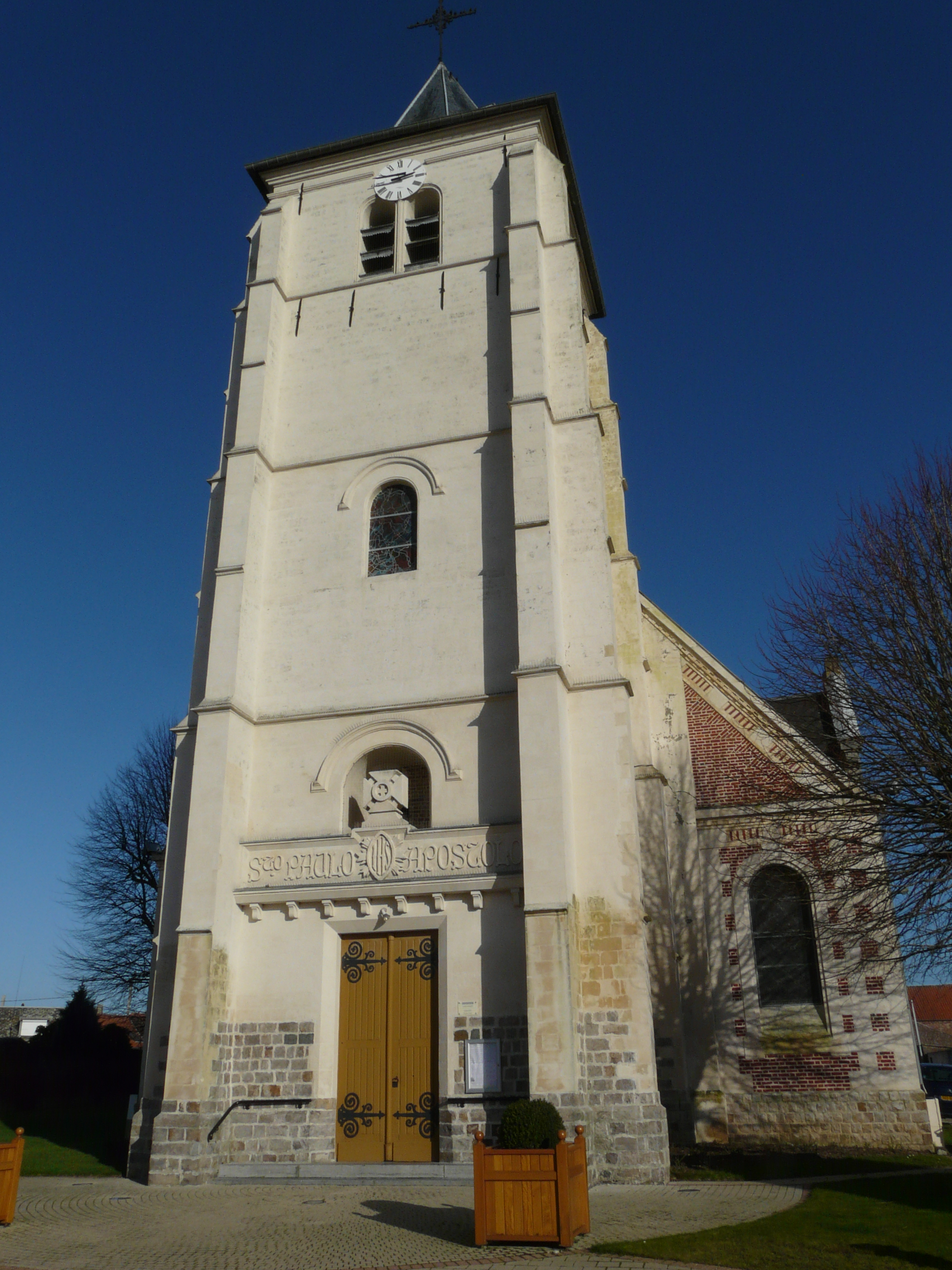
Kirche Saint-Paul
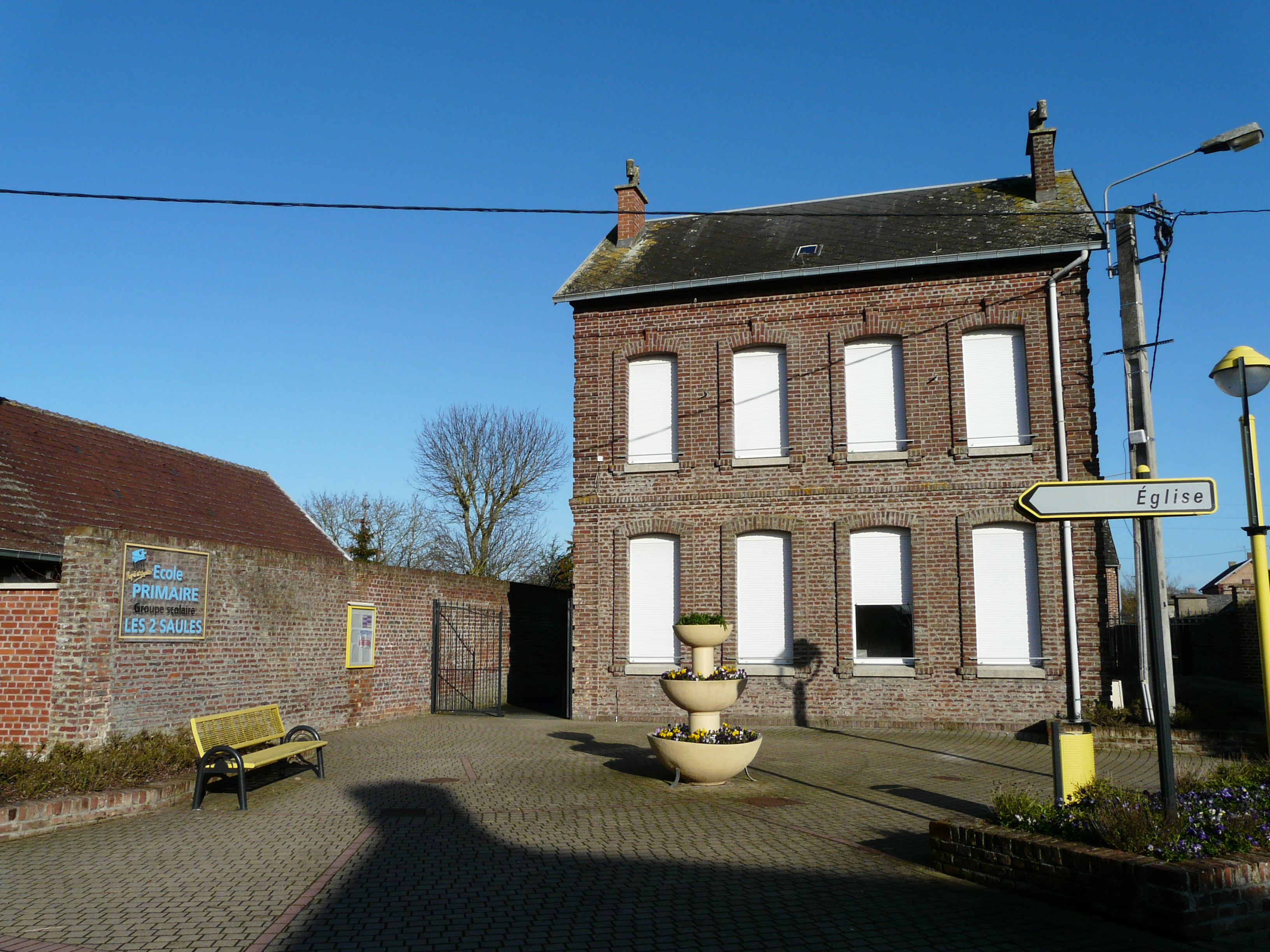
Grundschule
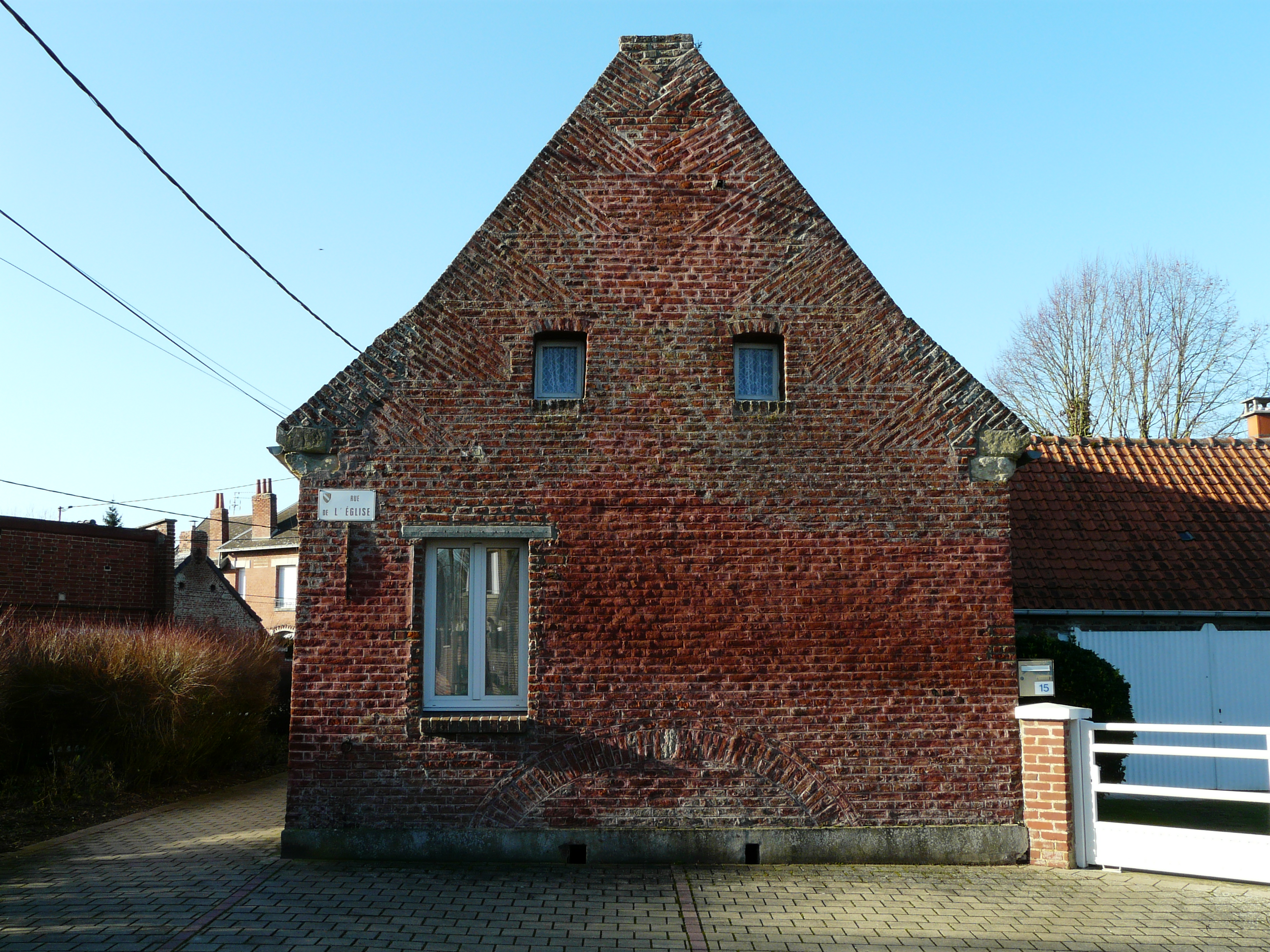
Ehemaliges Blockhaus

- Kirche Saint-Paul
- Grundschule
- Ehemaliges Blockhaus